# L'Écho de la timbrologie

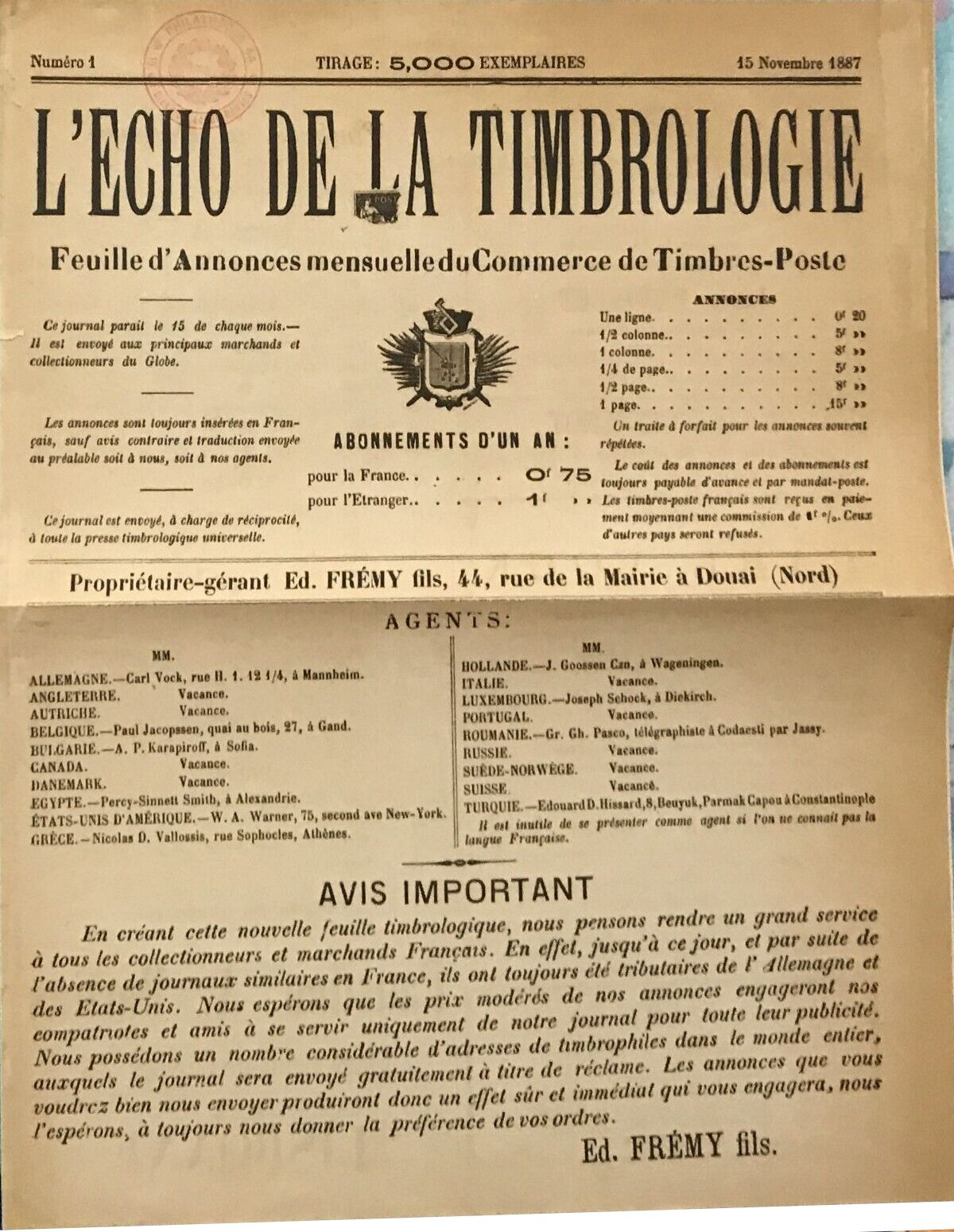
Eerste uitgave van "L'Écho de la timbrologie" van 15 november 1887.

L'Écho de la timbrologie is een Frans maandelijks tijdschrift dat in het teken staat van de filatelie, de marcofilie en het verzamelen van postkaarten. De ondertitel van het magazine is La tribune des philatélistes. Het blad verscheen voor het eerst in 1887 en lag mede aan de basis van de filatelie in Frankrijk.

## Geschiedenis
Het eerste nummer van het tijdschrift werd uitgebracht op 15 november 1887. en werd met een oplage van 5.000 exemplaren uitgebracht door Edmond Frémy uit Douai, in het Noorderdepartement van Frankrijk. Edmond Frémy liet zijn tijdschrift drukken door de uitgeverij van de familie Yvert in Amiens, dat toen werd geleid door uitgever en filatelist Théodule Tellier. In 1890 stopte Frémy wegens ziekte als redacteur. Zijn werk werd door Tellier verdergezet.
In 1895 besloot de vennoot van Tellier, Louis Yvert, om zich te wijden aan de filatelie. Yvert wordt de hoofdredacteur van de L'Écho de la timbrologie, die vanaf dat moment samen werd gepubliceerd met een postzegelcatalogus.
De nakomelingen van Yvert zouden vervolgens het werk verderzetten: Pierre Yvert in de jaren 1930, diens zoon Jean in 1955 en later diens zoon Christophe.
Vandaag de dag wordt het magazine uitgegeven door een vennootschap die dezelfde naam draagt als het tijdschrift, waarvan de zetel gevestigd is in Amiens en de redactie in het negende arrondissement van Parijs. Yvert et Tellier verzorgt nog steeds het drukproces. De huidige hoofdredacteur is Benoît Gervais.

## Benaming
Opvallend is dat de naam van het tijdschrift het heeft over timbrologie en niet over philatélie. Dit komt doordat de term filatelie pas na het oprichten van het tijdschrift de meest gangbare term werd voor het verzamelen van postzegels.